# Funció zeta d'Artin-Mazur
En matemàtiques, la funció zeta d'Artin-Mazur és una eina per a l'estudi de les funcions iterades que apareixen en els sistemes dinàmics i fractals. Deu el seu nom a Michael Artin i Barry Mazur, que van introduir aquesta funció el 1965. Aquesta funció va ser posteriorment investigada i difosa àmpliament per Stephen Smale.
La funció és definida com la sèrie formal de potències
{\displaystyle \zeta _{f}(z)=\exp \sum _{n=1}^{\infty }{\textrm {card}}\left({\textrm {Fix}}(f^{n})\right){\frac {z^{n}}{n}}},
on {\displaystyle {\textrm {Fix}}(f^{n})} és el conjunt de punts fixos del n-èsim iterat d'una funció iterada {\displaystyle f}, i {\displaystyle {\textrm {card}}\left({\textrm {Fix}}(f^{n})\right)} és la cardinalitat d'aquest conjunt de punts fixos.
Notar que la funció zeta només és definida si el conjunt de punts fixos és finit. Aquesta definició és formal en el sentit que no sempre posseeix un radi de convergència positiu.
La funció zeta d'Artin-Mazur és un invariant sota una conjugació topològica.
El teorema de Milnor-Thurston estableix que la funció zeta d'Artin-Mazur és la inversa del «determinant pastat» de {\displaystyle f}.

## Anàlegs
Formalment, la funció zeta d'Artin-Mazur és similar a la funció zeta local, quan un difeomorfisme en una varietat compacta reemplaça el mapeig de Frobenius per una varietat algebraica sobre un cos finit.
En certs casos, la funció zeta d'Artin-Mazur pot ser relacionada amb la funció zeta de Ihara d'una gràfica.